# دايل روبرتسون
دايل روبرتسون (بالإنجليزية: Dale Robertson) (و. 1923 – 2013 م) هو ممثل، وrancher، وملاكم، وممثل تلفزيوني من الولايات المتحدة الأمريكية . ولد في أوكلاهوما .
توفي في سان دييغو، كاليفورنيا .بسبب سرطان الرئة، ذات الرئة .

## التعليم
تعلم في Rogers State University

## جوائز
حصل على جوائز منها:
- Purple Heart
- ستار سيلفر.

## روابط خارجية
- دايل روبرتسون على موقع IMDb (الإنجليزية)
- دايل روبرتسون على موقع ألو سيني (الفرنسية)
- دايل روبرتسون على موقع ميوزك برينز (الإنجليزية)
- دايل روبرتسون على موقع أول موفي (الإنجليزية)
- دايل روبرتسون على موقع قاعدة بيانات الأفلام السويدية (السويدية)
- دايل روبرتسون على موقع إن إن دي بي (الإنجليزية)
- دايل روبرتسون على موقع قاعدة بيانات الفيلم (الإنجليزية)
- دايل روبرتسون على موقع كينوبويسك (الروسية)